# Головоломка с токсином
Токсиновая головоломка Кавки — мысленный эксперимент о возможности сформировать намерение совершить действие, которое, исходя из разума, является действием, которое на самом деле не было бы совершено. Он был сформулирован и опубликован этическим и политическим философом Грегори С. Кавкой (англ. Gregory S. Kavka) в статье «Головоломка с токсином».

## История создания
К мысленному эксперименту с токсином Грегори Кавка пришел не сразу. В 1978 году в «Философском журнале» он опубликовал работу с названием «Некоторые парадоксы сдерживания», и рассмотрел в ней пример с условными намерениями. «Головоломка с токсином» расширяет область применения этой дискуссии, показывая, что её выводы могут применяться к ситуациям, связанными и с безусловными намерениями. Идеи, отраженные в «Некоторых парадоксах сдерживания» послужили трамплином для мысли Кавки и в конечном итоге оформились в статью «Головоломка с токсином», которую 1 января 1983 года опубликовало Издательство Оксфордского университета.

## Описание
К вам только что подошел эксцентричный миллиардер, который предложил вам следующую сделку. Он ставит перед вами флакон с токсином. Если выпить яд, он не нанесет вашему организму серьёзных повреждений в долгосрочной перспективе, но в течение одних суток вы будете чувствовать себя очень плохо.
Миллиардер заплатит вам один миллион завтра утром, если сегодня в полночь вы соберётесь выпить токсин завтра днем. Он подчеркивает, что вам не нужно пить токсин, чтобы получить деньги. Деньги будут перечислены на ваш банковский счет за несколько часов до того, как настанет время пить токсин, если вам при этом удастся выполнить уже озвученное условие. Все, что вам нужно сделать, это подписать соглашение и затем, в полночь, собраться выпить токсин на следующий день. Вы можете передумать после получения денег и не пить токсин. Присутствие или отсутствие намерения должно быть определено с помощью сканера мозга, безусловно правильно «считывающего ум».
Выслушав это предложение, вы радостно подписываете контракт, думая «как легко стать миллионером». Однако вскоре после этого вы начинаете беспокоиться. Вы думали, что сможете избежать употребления токсина и просто положить миллион в карман. Но вы осознаете, что если вы думаете так, то в полночь вы не будете по-настоящему намереваться выпить токсин на следующий день.
Вы думаете: что, если дать кому-нибудь такие обещания, которые будет невозможно отменить? Например, подписать контракт, обязывающий вас пожертвовать все деньги какой-либо организации, если вы не выпьете токсин. Или нанять киллера, который убьет вас, если вы не примете ядовитое вещество.
Однако условия контракта запрещают прибегать к дополнительным стимулам, даже к гипнозу.

## Парадокс
Парадоксальный вопрос, к которому подводит головоломка Кавки: можете ли вы намереваться выпить токсин, если собираетесь поменять свое мнение позже?

## Выводы
Кавка делает два вывода из своего мысленного эксперимента:
1. Если намерения исходят изнутри и они самостоятельны, то у героя никогда не будет проблем с заработком миллиона. Нужно только следить за часами, а затем выполнить внутреннюю команду в полночь. Точно так же, если бы намерения были просто решениями, а решения были волеизъявлениями, полностью находящимися под контролем агента (миллиардера), проблем не было бы. Но намерения лучше рассматривать как склонность к действию, основанную на причинах действия — характеристиках самого действия или его (возможных) последствий. Таким образом, мы можем объяснить трудность в достижении состояния «намерения»: вы не можете намереваться действовать, когда у вас нет причин действовать или есть существенные причины не действовать.
2. Это подводит нас ко второму пункту. Хотя у вас нет причин пить токсин, у вас есть все основания намереваться его пить. Когда причины для намерения и причины для действия расходятся, как они делают здесь, царит путаница. Мы склонны оценивать рациональность намерения как с точки зрения его последствий, так и с точки зрения рациональности предполагаемого действия. В результате, когда у нас есть веские основания для намерения, но не для того, чтобы действовать, вступают в противоречие стандарты оценки, и что-то должно уступить: либо рациональное действие, рациональное намерение или аспекты собственной рациональности агента (например, его правильное убеждение, что употребление токсина не является необходимым для победы).

Таким образом, Кавка утверждает, что употребление яда никогда не принесет пользы, даже если это оплачивается. И рациональный человек знает, что не будет пить этот яд, а соответственно не будет намереваться сделать это.

## Альтернативные точки зрения
Дэвид Готье утверждает, что как только человек намеревается выпить яд, он не может принять идею о том, чтобы его не пить.
Рациональным результатом вашего намерения завтра утром будет действие, которое станет частью вашей жизни, насколько это возможно, при условии, что оно будет совместимо с вашим обязательством. В этом случае, оно совместимо с искренним намерением пить токсин, которое вы сформируете сегодня. Потому рациональное действие состоит в том, чтобы выпить токсин.

## Токсиновая головоломка Кавки в жизни
«Токсиновый» парадокс возникает каждый раз, когда мы даем обещания и не знаем, исполним их или нет. Особенно часто вопросами, возникающими при мысленном эксперименте Кавки, люди задаются во время предвыборных кампаний политиков. Действительно ли они в моменте речи намереваются сделать все то, что обещают избирателю? Ведь чтобы быть более убедительным для избирателя, надо прежде всего убедить в этом себя.